# اجیپت‌ایر اکسپرس
اجیپت‌ایر اکسپرس (به انگلیسی: EgyptAir Express) یک شرکت هواپیمایی است که در تاریخ ۲۰۰۶ میلادی تأسیس شده‌است. دفتر مرکزی اجیپت‌ایر اکسپرس در قاهره، مصر واقع شده‌است و قطب این شرکت هواپیمایی در فرودگاه بین‌المللی قاهره قرار دارد و به ۱۴ مقصد، پرواز انجام می‌دهد.

## مقصدهای پروازی
مصر
- ابوسمبل – فرودگاه ابو سمبل
- اسکندریه – فرودگاه برج‌العرب
- اسیوط – فرودگاه اسیوط
- اسوان – فرودگاه بین‌المللی اسوان
- قاهره – فرودگاه بین‌المللی قاهره قطب
- غردقه – فرودگاه بین‌المللی غردقه
- اقصر – فرودگاه بین‌المللی لوکسار
- مرسی علم – فرودگاه بین‌المللی مرسی عالم
- مرسی مطروح – فرودگاه مرسی مطروح فصلی
- شرم‌الشیخ – فرودگاه بین‌المللی شرم‌الشیخ

قبرس
- لارناکا – فرودگاه بین‌المللی لارناکا

یونان
- آتن – فرودگاه بین‌المللی آتن فصلی

مجارستان
- بوداپست – فرودگاه بین‌المللی بوداپست فرنک لیست

لبنان
- بیروت – فرودگاه بین‌المللی رفیق حریری بیروت

مالت
- لاکا – فرودگاه بین‌المللی مالت

عربستان سعودی
- جده – فرودگاه بین‌المللی ملک عبدالعزیز فصلی

اسرائیل
- تل‌آویو - فرودگاه بین‌المللی بن گوریون